# Hippolyta (DC Comics)
Nữ hoàng Hippolyta là một siêu anh hùng hư cấu của vũ trụ DC Comics, dựa trên nữ hoàng Amazon Hippolyta trong thần thoại Hy Lạp. Được giới thiệu vào năm 1941 với tư cách nữ hoàng của tộc người Amazons trên đảo Themyscira, mẹ của Wonder Woman và mẹ nuôi của Donna Troy.
Cloris Leachman, Carolyn Jones và Beatrice Straight thể hiện nhân vật này trong loạt phim Wonder Woman những năm 1970. Hippolyta đã có màn ra mắt điện ảnh trong Vũ trụ mở rộng DC trong bộ phim Wonder Woman năm 2017, do Connie Nielsen thủ vai. Sau đó cô xuất hiện trong bộ phim Justice League năm 2017. Nữ diễn viên Nielsen trở lại để đóng vai Hippolyta trong cảnh hồi tưởng trong bộ phim Wonder Woman 1984 ra rạp năm 2020 và cũng khắc họa nhân vật này trong Justice League phiên bản của Zack Snyder năm 2021.

## Lịch sử xuất bản

Wonder Woman - con gái của nữ hoàng Hippolyta

Nhân vật xuất hiện lần đầu trong All Star Comics #8 tháng 12 năm 1941.

## Tiểu sử hư cấu
Hippolyte và các nữ chiến binh Amazons từng cư trú tại "Amazonia" vào thời Hy Lạp cổ đại, cho đến khi họ bị á thần Hercules, người đã được thần chiến tranh Mars thách thức như là một chiến công khi đánh bại người Amazons. Hippolyte đã có thể đánh bại Hercules nhờ vào chiếc dây đai thần kỳ, nhưng Hercules đã quyến rũ cô, và lừa cô ta gỡ bỏ chiếc đai, cho phép Hercules ăn cắp nó. Điều này khiến các chiến binh Amazons mất đi siêu sức mạnh và sự sủng ái của nữ thần bảo trợ Aphrodite. Cuối cùng thì Hippolyte và những người Amazon khác cũng được tha thứ, nhưng phải đeo vòng tay để nhắc nhở họ về sự ngu ngốc khi trót nghe lời đàn ông. 
Sau đó các nữ chiến binh Amazons được lệnh rời khỏi thế giới phàm trần và chuyển đến đảo Themyscira. Ở đó họ thành lập xã hội của riêng mình, thoát khỏi những tệ nạn của thế giới loài người. Chừng nào họ còn ở đó và Hippolyte vẫn sở hữu chiếc vòng ma thuật của mình, những người Amazons sẽ luôn bất tử. 
Trong phần lớn lịch sử loài người, Hippolyte và người Amazones vẫn ở trên Đảo Themyscira, hiếm khi tương tác với thế giới hiện đại, chỉ có Diana Prince - Wonder Woman (cô con gái được tạo ra bởi đất sét và được thần linh ban cho sự sống) là thoát ly khỏi đảo. Hippolyte rất sùng bái các nữ thần đỉnh Olympia, đặc biệt là Aphrodite, người bảo trợ của Amazons, và kiên quyết rằng con người không bao giờ được phép đặt chân lên Đảo Themyscira. 

## Siêu năng lực
Là một người Amazon, Hippolyta có khả năng bất tử và không bị lão hóa, siêu sức mạnh và siêu chống chịu, đồng thời cô có thể tự tái tạo lại các vết thương. Hippolyta có thể sử dụng phép thuật với Găng tay của Atlas, Đôi dép của Hermes. Hippolyta còn sử dụng sợi dây sự thật Lasso of Truth, mặc dù Hippolyta thường sử dụng kiếm và khiên trong chiến đấu. Thanh kiếm của Hippolyta được tạo ra bởi Hephaestus và đủ sắc để cắt các electron ra khỏi một nguyên tử.